# 李珉娥
李 珉娥（イ・ミナ、ハングル: 이민아、ローマ字表記: Lee Mina、1991年11月8日 - ）は、大韓民国大邱広域市出身の女子サッカー選手。韓国女子代表。2019年11月末までなでしこリーグのINAC神戸レオネッサに所属していた。登録ポジションはミッドフィールダー。

## 来歴
大韓民国大邱広域市出身。大邱上仁初等学校、上元中学校、浦項女子電子高等学校、永進専門大学（現・永進専門大学校）と歩む。
2011年にWKリーグの仁川現代製鉄レッドエンジェルズに入団する。同年には2011年夏季ユニバーシアード（中華人民共和国・深圳市）に、大韓民国大学女子代表選手として出場した。
2017年、大韓サッカー協会賞の女子MVP（今年の選手賞）を受賞した。
2018年から仁川現代製鉄レッドエンジェルズを離れ、日本のなでしこリーグのチームであるINAC神戸レオネッサへ移籍することを表明した。同年9月24日に行われたなでしこリーグ第12節マイナビベガルタ仙台レディース戦で移籍後初得点を含む2得点を挙げ、チームの5-1の勝利に貢献した。
2019年11月30日、所属していたINAC神戸レオネッサを退団した。

### 代表
2008年にニュージーランドで開催された第1回U-17女子ワールドカップにU-17大韓民国女子代表の一員として出場し、1次リーグのナイジェリア戦で先発出場したのが国際舞台デビューである。
2010年にドイツで開催されたU-20女子ワールドカップにU-20大韓民国女子代表の一員として出場し、主力選手として5試合すべてに出場、3位決定戦でコロンビアを下して大会3位となった。
2012年、サッカー大韓民国女子代表に初選出される。
2016年1月21日に中国で行われた4カ国親善大会のベトナム戦で代表初ゴールとなる先制点を決め、チームの5-0の勝利に貢献した。
2017年12月に日本で行われたEAFF E-1サッカー選手権2017に、背番号10を着用して全試合フル出場したが、得点は決められずにチームも3連敗で4位に終わった。
2018年8月28日に行われた第18回アジア競技大会の準決勝・日本戦で後半23分に一時は同点となるゴールを決めた。試合は最終的に1-2で敗れた。
2019年6月にフランスで開催された2019 FIFA女子ワールドカップに背番号7を着用して出場したが、得点は決められずにチームも3連敗でグループAの最下位に終わった。